# 3,3-二苯基环丁胺
3,3-二苯基环丁胺是一种含氮有机化合物，分子式C16H17N，可以用作兴奋剂，1970年代以抗抑郁药开发。